# Stop (kynologie)
De stop is bij honden en katten de overgang van de neusrug naar het voorhoofd, ongeveer ter hoogte van de ogen. Afhankelijk van het ras is de stop sterk geprononceerd (boxer, perzische kat) dan wel vlak (siamese kat) of zelfs bol (bulterriër).